# تعبیرخواب (فیلم)
تعبیرخواب فیلمی است به کارگردانی رضا دادویی، که در سال ۱۳۹۱ ساخته و پخش شد.

## داستان فیلم
فیلم مضمونی اجتماعی دارد و داستان پلیسی را روایت می‌کند که در دو راهی انتخابی تعیین‌کننده در زندگی‌اش قرار می‌گیرد. او در جریان یک پرونده سرقت با مشکلات فراوانی دست به گریبان شده و میان دو راهی انجام وظیفه و عمل به قولی که داده، مانده است. او برای انتخاب، زمان چندانی نداشته و باید یکی را انتخاب کند.

## بازیگران
- شهاب حسینی
- حمید ابراهیمی
- مهران نائل
- الهه حسینی
- رضا آشتیانی
- محمد ابهری
- علی امیری
- میرنادر مظلومی
- علیرضا مهربانی

## جوایز
- جایزه ویژه هیئت داوران، تندیس بلورین جشنواره، کلاه نمادین و لوح تقدیر بهترین کارگردانی رضا دادویی از پانزدهمین جشنواره فیلمهای پلیسی مسکو (۱۳۹۲)
- دیپلم افتخار بهترین بازیگر نقش اول مرد شهاب حسینی از پانزدهمین جشنواره فیلمهای پلیسی مسکو (۱۳۹۲)
- دیپلم افتخار بهترین بازیگر نقش مکمل مرد حمید ابراهیمی از پانزدهمین جشنواره فیلمهای پلیسی مسکو (۱۳۹۲)
- کاندید بهترین فیلم از پانزدهمین جشنواره فیلمهای پلیسی مسکو (۱۳۹۲)
- تندیس جشنواره و لوح تقدیر بهترین کارگردانی رضا دادویی از دومین جشنواره فیلم میلاد سرخ (۱۳۹۲)
- کاندید بهترین فیلم از دومین جشنواره فیلم میلاد سرخ (۱۳۹۲)
- کاندید بهترین بازیگر نقش اول مرد از دومین جشنواره فیلم میلاد سرخ (۱۳۹۲)
- کاندید بهترین کارگردانی از جشنواره فیلم جیپور هندوستان (۱۳۹۲)
- کاندید بهترین فیلم از جشنواره فیلم جیپور هندوستان (۱۳۹۲)
- کاندید بهترین بازیگر نقش اول مرد شهاب حسینی از سومین جشنواره جام جم (۱۳۹۲)
- تندیس سرو زرین بهترین تدوین نازنین مفخم از سومین جشنواره جام جم (۱۳۹۲)
- جایزه ویژه هیئت داوران، تندیس جشنواره، و لوح تقدیر بهترین کارگردانی رضا دادویی از دومین جشنواره فیلمهای ویدئویی یاس (۱۳۹۳)
- کاندید بهترین کارگردانی از پنجمین جشنواره بین‌المللی فیلم شهر (۱۳۹۴)
- کاندید بهترین بازیگر نقش اول مرد از پنجمین جشنواره بین‌المللی فیلم شهر (۱۳۹۴)
- کاندید بهترین فیلم از پنجمین جشنواره بین‌المللی فیلم شهر (۱۳۹۴)
- تندیس جشنواره و لوح تقدیر بهترین کارگردانی رضا دادویی از پنجمین جشنواره بین‌المللی فیلم شهر (۱۳۹۴)
- تندیس جشنواره و لوح تقدیر بهترین بازیگر نقش اول مرد شهاب حسینی از پنجمین جشنواره بین‌المللی فیلم شهر (۱۳۹۴)

## پخش
این فیلم در تاریخ ۳ آذر ماه سال ۱۳۹۱ از شبکه یک سیما پخش شد.